# Hesperocharis nera
Hesperocharis nera är en fjärilsart som först beskrevs av William Chapman Hewitson 1852.  Hesperocharis nera ingår i släktet Hesperocharis och familjen vitfjärilar. Inga underarter finns listade i Catalogue of Life.

## Bildgalleri

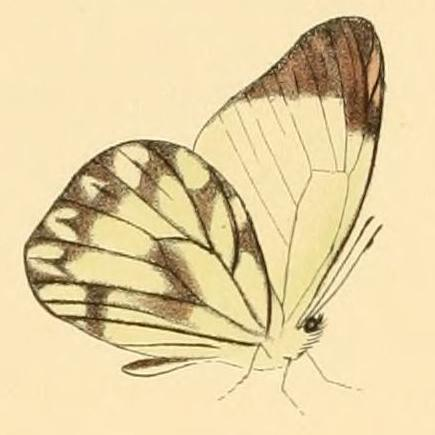
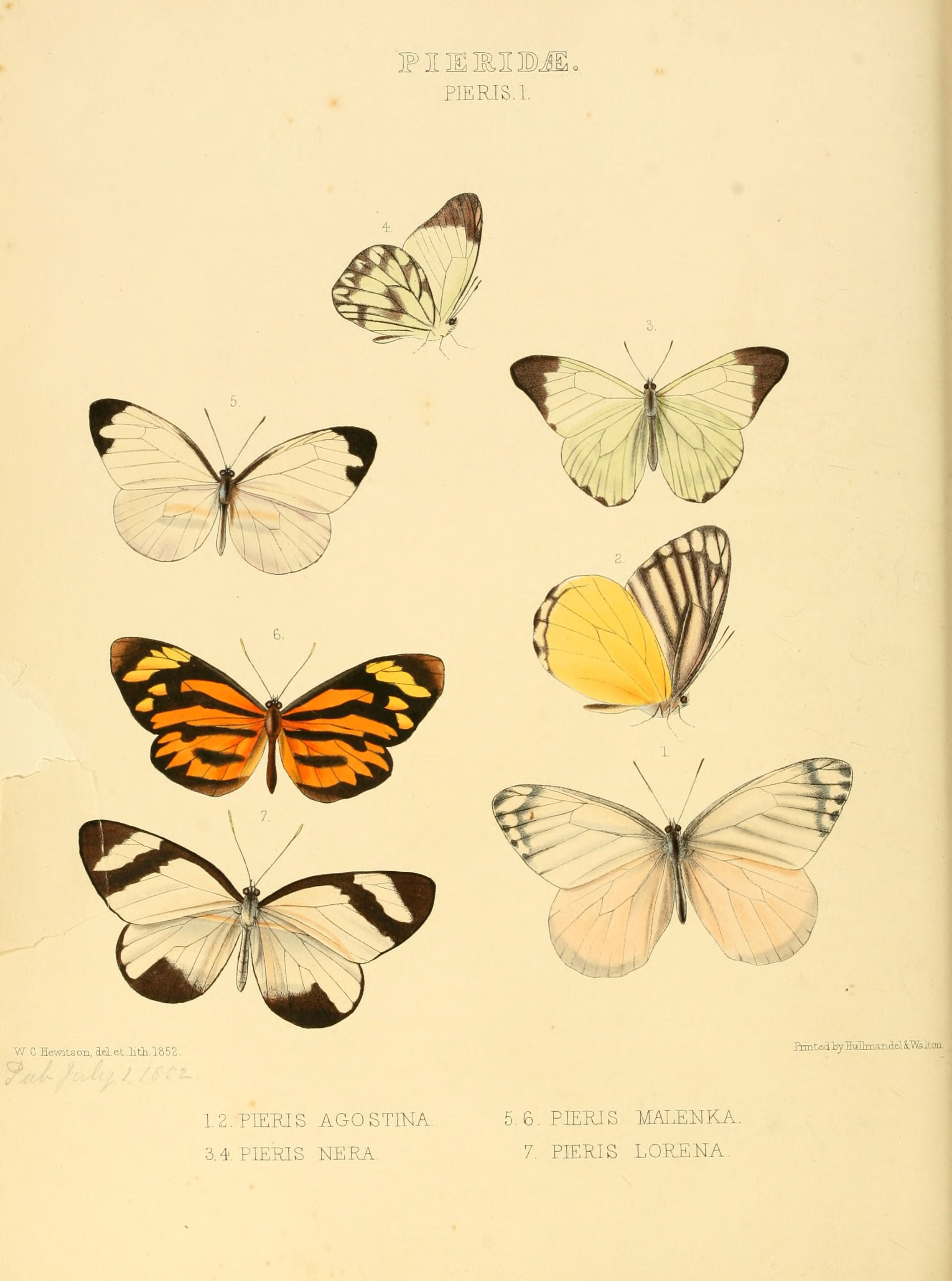